# Duberria lutrix
Duberria lutrix е вид влечуго от семейство Lamprophiidae. Видът не е застрашен от изчезване.

## Разпространение и местообитание
Разпространен е в Бурунди, Демократична република Конго, Етиопия, Зимбабве, Кения, Малави, Мозамбик, Руанда, Свазиленд, Танзания, Уганда и Южна Африка (Гаутенг, Западен Кейп, Източен Кейп, Квазулу-Натал, Лимпопо, Мпумаланга и Фрайстат).
Обитава ливади, савани и плата.

## Описание
Популацията на вида е стабилна.